# セブン&アイ・ネットメディア
株式会社セブン&アイ・ネットメディア（英: Seven & i Net Media Co.,Ltd.）は、株式会社セブン&アイ・ホールディングス100%出資の子会社。同グループにおけるIT関連事業を統括する目的で設立された。

## 沿革
- 2008年（平成20年）7月11日 - 株式会社セブン&アイ・ホールディングスの完全子会社として、株式会社セブン&アイ・ネットメディアを設立。
- 2009年（平成21年）
  - 1月15日 - 子会社として株式会社セブンカルチャーネットワークを設立。当社は70%を出資する。
  - 3月24日 - 日本電気との合弁会社・株式会社セブンインターネットラボを設立（直接50%・間接10%出資）。
  - 12月18日 - セブン&アイグループの資本・業務提携に基づき、株式会社ぴあの第三者割当増資の一部を引き受け。
- 2014年（平成26年）
  - 1月 - 株式公開買付け及び第三者割当増資引き受けにより、株式会社ニッセンホールディングスを子会社化。
  - 3月1日 - 株式会社セブンネットショッピングを吸収合併。
- 2016年（平成28年）11月1日 - 株式会社ニッセンホールディングスを完全子会社化。
- 2024年（令和6年）7月1日 - 株式会社ニッセンホールディングスを株式会社歯愛メディカルに売却[2]。
- 2025年（令和7年）2月26日 - 株式会社セブンカルチャーネットワークの株式（発行済株式の91.81％を保有）を、株式会社セブン＆アイ・ホールディングスを吸収分割承継会社とする吸収分割にて移管。

## 過去の子会社
- 株式会社ニッセンホールディングス - 通販大手。2024年に全株式を歯愛メディカルに売却。
- 株式会社日テレ7 - 直接15%・間接5%出資（グループで35%出資）のインターネット通販会社。日本テレビ放送網の51%出資子会社。2024年11月30日解散。

## 関連書籍
- 朝永久見雄 著『セブン＆アイHLDGS．9兆円企業の秘密　世界最強オムニチャネルへの挑戦』日本経済新聞出版社 ISBN 978-4532319038 （2013年09月）

## 関連番組
- 女神のマルシェ - 日本テレビで2024年9月まで放送されていた通販番組。上記の「日テレ7」サービス終了・解散に伴い終了。